# سیاستمدار (مجموعه تلویزیونی)
سیاستمدار (انگلیسی: The Politician) کمدی-درام پخش‌شده در وب اثر رایان مورفی، برد فالچوک و ایان برنن است که از نت‌فلیکس پخش شده‌است. از بازیگران آن می‌توان به بن پلت و گوئینت پالترو اشاره کرد. هر فصل این مجموعه حول‌وحوش یک رقابت سیاسی متفاوت است که شخصیت‌ها درگیر آن می‌شوند. فصل اول این مجموعه در ۲۷ سپتامبر ۲۰۱۹ پخش شد.